# Povestiri ciberrobotice
Povestiri ciberrobotice este o antologie de povestiri științifico-fantastice publicată la Editura Științifică și Enciclopedică în 1986. Prefața, alegerea textelor și coordonarea au fost realizate de Alexandru Mironov, iar comentariile și biografiile de Mihai Bădescu. Autorii români publicați sunt Alexandru Ungureanu, Dănuț Ungureanu, Dorin Davideanu, Dorel Dorian, Doru Pruteanu, Ovidiu Bufnilă, George Ceaușu, Adrian Rogoz, Alexandru Mironov, Sorin Simion, Cristian Tudor Popescu și Mihail Grămescu. Scriitorii străini care au texte traduse în antologie sunt Isaac Asimov, Frederik Pohl, Robert Sheckley, Gérard Klein, Robert F. Young, Ilia Varșavski, Dezső Kemény, Arthur C. Clarke.

## Cuprins
- Alexandru Mironov - „Pledoarie
- Isaac Asimov - „Bufonul”
- Isaac Asimov - „Omul bicentenar”
- Dorin Davideanu - „În pădure, scena”
- Dorel Dorian - „Elegie pentru ultimul Barlington”
- Frederik Pohl - „Tunelul de sub lume”
- Alexandru Ungureanu - „Sham-Poo, animalul electronic de casă”
- Doru Pruteanu - „Zodiac”
- Robert Sheckley - „Pasăre de pază”
- Robert Sheckley - „Femeia perfectă”
- Gerard Klein - „Orașele”
- Ovidiu Bufnilă - „Povestind, cel care doarme”
- Alexandru Mironov - „Crimă și pedeapsă”
- Robert F. Young - „Septembrie avea treizeci de zile”
- Adrian Rogoz - „Mai mult ca perfectul crimei”
- Dănuț Ungureanu - „S.O.S., sentimentele”
- Ilia Varșavski - „Homunculus”
- Sorin Simion - „Poveste de apoi”
- George Ceaușu - „Un prieten de pe Gensuym”
- Dezső Kemény - „Generația a treia”
- Mihail Grămescu - „Recrutarea”
- Cristian Tudor Popescu - „Cassargoz”
- Arthur C. Clarke - „Formați „F” de la Frankenstein”
- Arthur C. Clarke - „Cruciada”